# Carl Jonas Love Almqvist

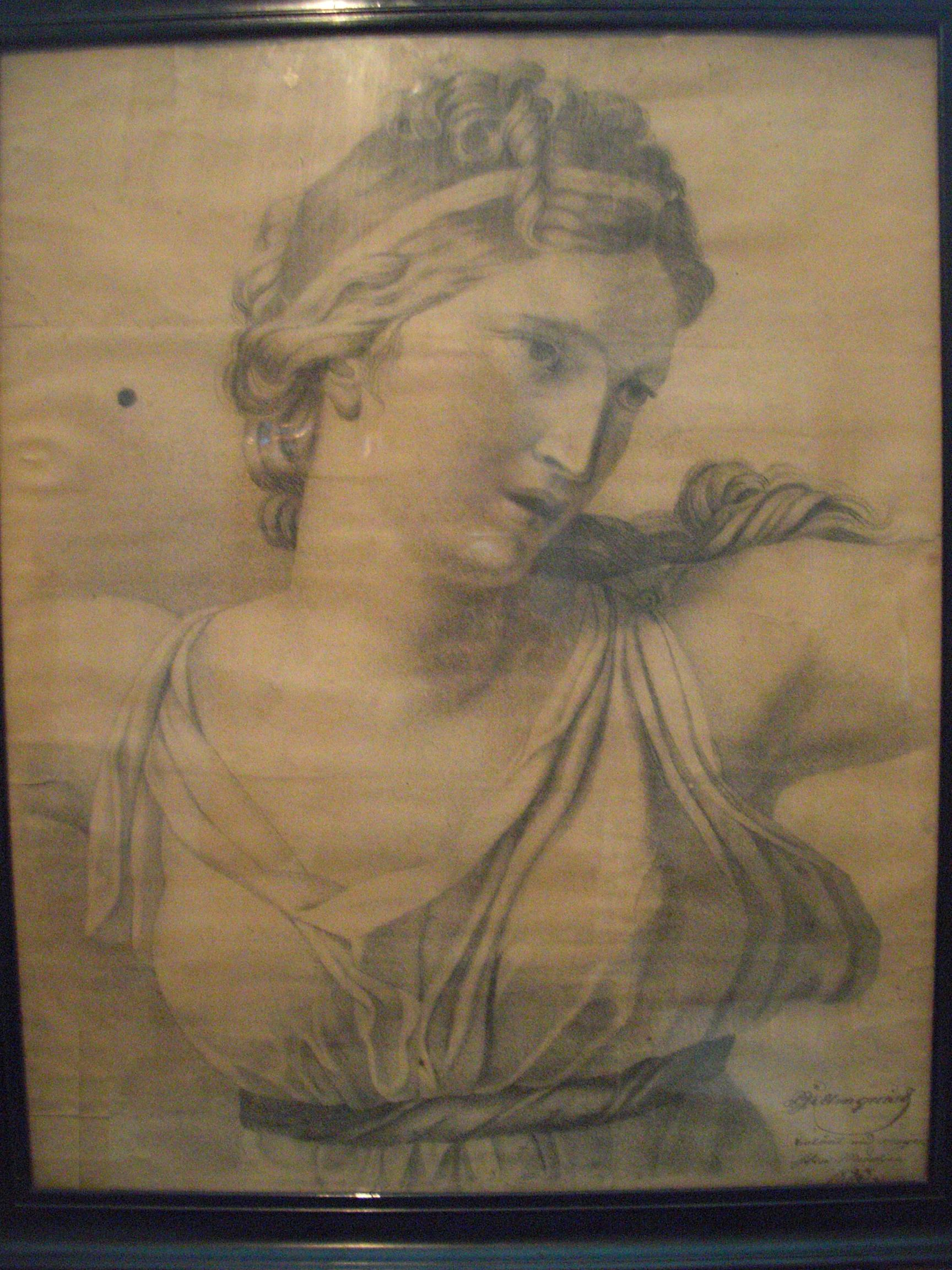
Carl Jonas Love Almqvist - Porwanie Sabinek

Carl Jonas Love Almqvist (ur. 28 listopada 1793 w Sztokholmie, zm. 26 września 1866 w Bremie) – szwedzki pisarz, kompozytor, nauczyciel i pastor.
Główny przedstawiciel późnego romantyzmu. Publikował od początku lat dwudziestych dziewiętnastego wieku. Od 1832 do 1851 wydawał cykl zeszytów zatytułowanych Törnerosens bok (Księga dzikiej róży). Na zawartość cyklu składają się powieści, nowele, poematy, wiersze liryczne, dramaty, eseje i rozprawy. Ramy kompozycyjne cyklu tworzy pojawiająca się w poszczególnych utworach nieco demoniczna postać Richarda Furumo, bywalca światowego i poety, będącego alter ego pisarza. Napisał również powieści poza tym cyklem: Amorina (1822), Det går an (Uchodzi, 1838), powieść społeczną, w której opowiadał się za możliwością wolnych związków między kobietami a mężczyznami jako alternatywą dla tradycyjnego modelu małżeństwa. Powieść przyczyniła się do debaty społecznej o równouprawnieniu kobiet. Dramat Drottningens Juvelsmycke (Klejnot Królowej, 1834) – powieść opowiadająca o zabójstwie w operze sztokholmskiej Gustawa III w 1792), opowiadania sensacyjne w stylu E. Sue. Pod koniec lat czterdziestych wplątał się w nieczyste interesy, oskarżony o zabójstwo swego wierzyciela musiał uciekać do Stanów Zjednoczonych. Na rok przed śmiercią wrócił do Europy i zamieszkał w Niemczech. Oczyszczony z zarzutów został pochowany w Szwecji w 1901. Jedna z najbarwniejszych postaci szwedzkiej literatury, uznawany za największego twórcę przed Strindbergiem.
Od 1839 współpracownik liberalnego pisma „Aftonbladet”.
Tworzył wiersze, do których komponował muzykę, opowiadania i dramaty romantyczne i fantastyczne, opowiadania realistyczne z życia ludu, powieści, wodewile, poematy epickie i liryczne, rozprawy z dziedziny estetyki i polityki. Opracował przepisy ortograficzne oraz podręcznik języka szwedzkiego.

## Twórczość
- 1822 – Amorina (powieść)
- 1832–1851 – Törnrosens bok (14 tomów opowiadań)
- 1834 – Drottningens juvelsmycke (dramat)